# Anthologie de l'humour noir
Anthologie de l'humour noir, franska för Den svarta humorns antologi, är en skönlitterär antologi, sammanställd av André Breton åren 1935–1950. Breton försåg också boken med ett förord och presenterade varje författares bidrag. Många av bidragen finns i svensk översättning på skilda håll, men inte inom ramen för en antologi av detta slag. Några av författarna är inte alls översatta (år 2023).

## Historik
I mitten av 1930-talet började den franske surrealisten André Breton sätta samman en ytterst personlig och omfattande antologi med litterära texter på temat svart humor. Genom åren skulle den både utökas och minskas ner, sista gången 1950.
Uttrycket "svart humor" hämtade Breton från en halvsekelgammal intervju som romanförfattaren Joris-Karl Huysmans hade gjort med sig själv i veckotidningen Les Hommes d'Aujourd'hui (nr 263/1885) under pseudonymen A. Meunier. Huysmans avslöjade där att han brukade tillsätta une pincée d'humour noir, en nypa svart humor, vid tillverkandet av en text, som en av flera ingredienser. Denne författare intar för övrigt en självklar plats i den svarta humorns antologi.
Anthologie de l'humour noir trycktes första gången den 10 juni 1940 av Éditions du Sagittaire i Paris, men blev förbjuden att distribueras (och därmed säljas och läsas) i januari 1941 av den nazivänliga Vichyregimens nyinrättade granskningsnämnd. Det dröjde till efter andra världskrigets slut innan bokhandlare kunde skylta med boken. 
Från början bidrog 40 författare med texter, huvudsakligen franskspråkiga, men med engelskspråkiga och tyskspråkiga inslag. Den omfattar texter från början av 1700-talet till mitten av 1900-talet. Otippade författare som de Sade, Nietzsche och Picasso blandas med något mer väntade namn som exempelvis Jarry, Apollinaire och Kafka. 
1950 lades de fyra sista författarna till – varav två kvinnor – tillsammans med filosofen Charles Fourier. Till tredje upplagan 1966 gjorde André Breton enbart en del textändringar och rättelser. Han hade kunnat lägga till fler författare, skrev han då i förordet – Oskar Panizza, Georges Darien, G.I. Gurdjieff, Eugène Ionesco och Joyce Mansour – men valde att avrunda projektet och låta det givna texturvalet bli en återspegling av sin epok (1935–1950).

## Medverkande i kronologisk ordning
| - Jonathan Swift - D.A.F. de Sade - Georg Christoph Lichtenberg - Charles Fourier - Thomas de Quincey - Pierre François Lacenaire - Christian Dietrich Grabbe - Pétrus Borel - Edgar Allan Poe - Xavier Forneret - Charles Baudelaire - Lewis Carroll | - Auguste Villiers de l'Isle-Adam - Charles Cros - Friedrich Nietzsche - Isidore Ducasse (Comte de Lautréamont) - Joris-Karl Huysmans - Tristan Corbière - Germain Nouveau - Arthur Rimbaud - Alphonse Allais - Jean-Pierre Brisset - O. Henry - André Gide | - John Millington Synge - Alfred Jarry - Raymond Roussel - Francis Picabia - Guillaume Apollinaire - Pablo Picasso - Arthur Cravan - Franz Kafka - Jakob van Hoddis - Marcel Duchamp - Hans Arp - Alberto Savinio | - Jacques Vaché - Benjamin Péret - Jacques Rigaut - Jacques Prévert - Salvador Dalí - Jean Ferry - Leonora Carrington - Gisèle Prassinos - Jean-Pierre Duprey |

## Utgåvor på andra språk
- Antologia dello humour nero, en italiensk utgåva (Torino: Einaudi, 1970)
- Anthologie des Schwarzen Humors, en tysk utgåva i översättning av bland andra Rudolf Wittkopf och Paul Celan (Rogner & Bernhard, 1979)
- Anthology of Black Humour, en amerikansk utgåva (San Francisco: City Lights Books, 1997)